# 格洛瓦山
格洛瓦山（英語：Mount Glowa），是南極洲的山峰，位於埃爾斯沃思地，處於希日曼山以西15公里，屬於貝倫特山脈的一部分，美國地質調查局根據測量和美國海軍拍攝的空中照片繪入地圖，現時由南極條約體系管理。